# 阿奇爾螈屬
阿奇爾螈屬是楔椎目下的一屬，生存於早二疊紀時期的美國德克薩斯州和奧克拉荷馬州。牠們屬於中等體型的水生掠食者，具有細長的身體和尾巴。四肢相對較小但發育完整，並與粗壯的肢帶相連接。牠們的頭顱長而扁平，長度可達30 cm（12英寸）。與大多數楔椎目物種不同，阿奇爾螈屬具有許多小型的鑿狀牙齒而不是較大的尖牙。
另外，相比於大多數楔椎目物種，阿奇爾螈屬的解剖學特徵更加廣為人所知，肇因於1939年阿爾弗雷德·羅默所發現的多具完整骨骼化石。這些化石多半出土自美國德克薩斯州阿徹郡諾科納層沿海的傑拉爾丁化石床。阿奇爾螈屬的部份遺骸原先被歸類為同樣屬於阿奇爾螈科的Cricotus，也因此導致Cricotus種名的有效性存在疑慮。